# کلده (فومن)
کلده ، روستایی از توابع بخش مرکزی شهرستان فومن در استان گیلان ایران است.
این روستا از دو بخش کلده بالا و کلده پایین تشکیل شده است.  
مناره آجری کلده ، به جا مانده از زمان ساسانیان ، در قسمت جنوبی کلده پایین ، هنوز پابرجاست . لازم به ذکر است این بنا در زمان سلجوقیان مورد بازسازی قرار گرفته است .

## جمعیت
این روستا در دهستان لولمان قرار دارد و براساس سرشماری مرکز آمار ایران در سال ۱۳۸۵، جمعیت آن ۵۶۵ نفر (۱۷۰خانوار) بوده‌است.